# Kägi-Film
Die Kägi-Film AG war eine Schweizer Filmproduktionsgesellschaft. 

## Geschichte
Die Kägi-Film wurde 1954 von Walter Kägi gegründet. In Rümlang stand ein kleines Studio zur Verfügung. Sie war auf Werbefilme mit Puppen spezialisiert, schuf aber auch mehrere Spielfilme. Kägi arbeitete mehrmals mit Alfred Rasser zusammen. Erstes gemeinsames Projekt war der Kurzfilm Läppli am Zoll, der 1954 hergestellt und 1956 in die Kinos kam. Zwei weitere Läppli-Filme in Spielfilmlänge folgten. Mit Schaggi Streuli als Polizist Wäckerli wurde 1966 die Spielfilmproduktion beendet.

## Spielfilme
- 1960: HD Läppli
- 1961: Demokrat Läppli
- 1966: Polizist Wäckerli in Gefahr[1][2]